# Giovanni Battista Piranesi
Pour les articles homonymes, voir Piranesi.
Giovanni Battista Piranesi (prononcé : [dʒoˈvanni batˈtista piraˈneːzi]), francisé en  Piranèse , né à Mogliano Veneto, près de Trévise, appartenant alors à la république de Venise, le 4 octobre 1720, baptisé le 8 novembre en l'église Saint Moïse à Venise, et mort à Rome le 9 novembre 1778 , est un graveur et un architecte italien.

## Biographie

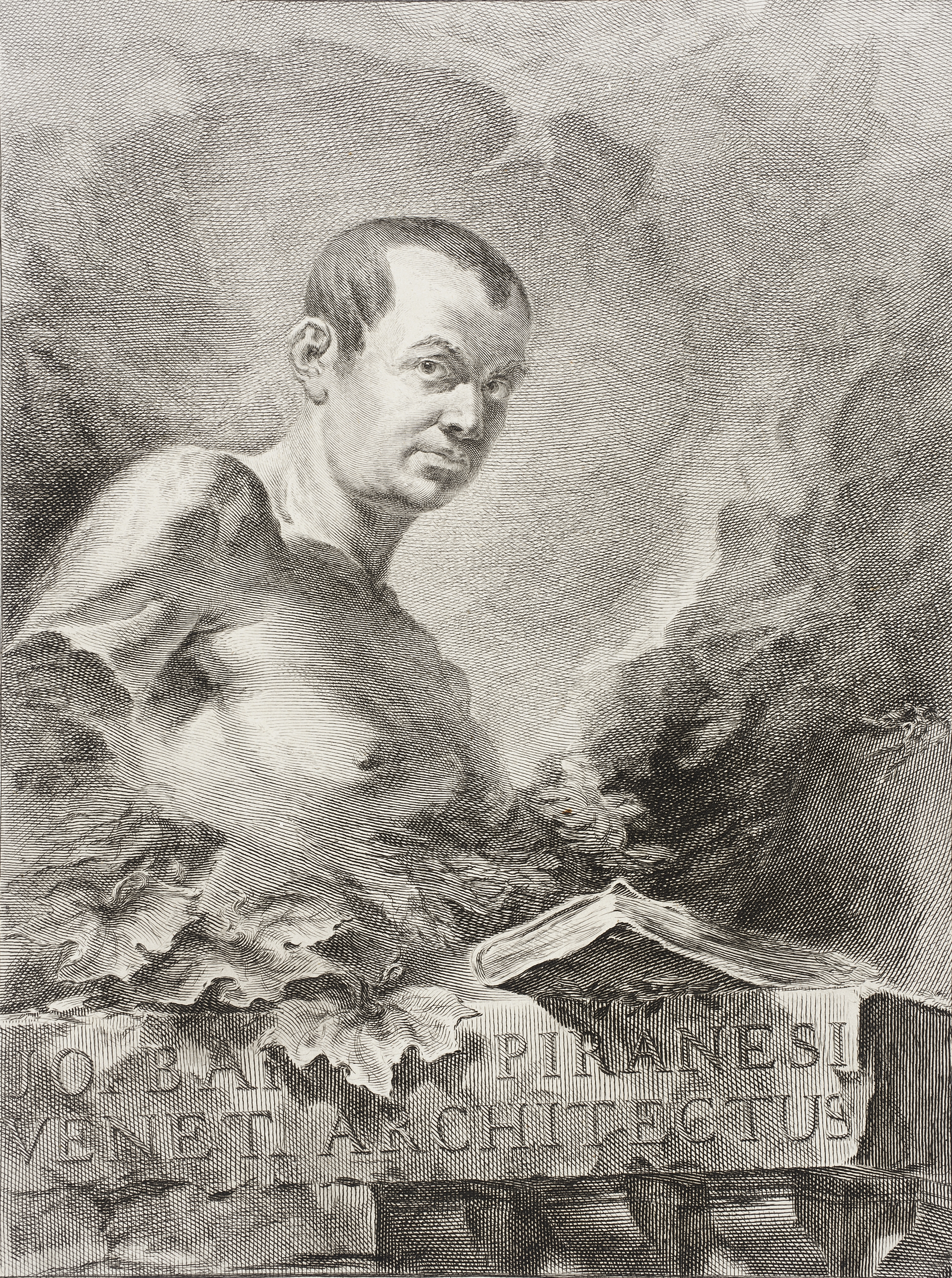
Giovanni Battista Piranesi par Felice Polanzani, frontispice de la première édition des Antiquités romaines (1756).

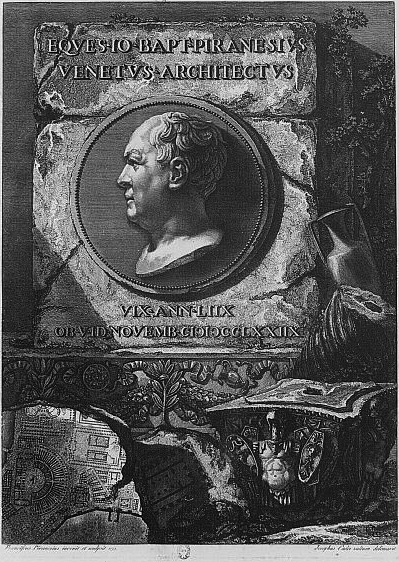
Autoportrait présent dans le premier volume des Antiquités romaines (à partir de 1779).

Giovanni Battista Piranesi est le fils d’Angelo, tailleur de pierre, et de Laura Lucchesi. Un frère, Angelo, l'initia au latin ainsi qu'aux bases de la littérature antique. En 1735, il commence des études d’architecture chez son oncle Matteo Lucchesi, ingénieur du Magistrato Delle Acque de Venise et Giovanni Antonio Scalfarotto, peintre, puis une formation de gravure à Venise chez Carlo Zucchi.
En 1740, il part à Rome avec la suite de l’ambassadeur de Venise, Marco Foscarini. Il poursuit son apprentissage de la gravure avec Felice Polanzani et Giuseppe Vasi qui lui enseigne le procédé de l’eau-forte. Il s’initie également à la réalisation de décors de théâtre chez les frères Valeriani, et c’est à cette période qu'il commence à graver ses planches. En 1743, il fait paraître une première série de planches Première Partie d'architecture et perspective et effectue un court voyage à Naples.
En 1744, il fait publier La Villa Royale Ambrosienne par G. Allegrini à la suite de Vues des Villas et d'autres lieux de la Toscane.
En 1745, il retourne à Venise où il commence à travailler sur les Carceri (les Prisons imaginaires), seize vues d'architecture et d'outils de constructions détournés en engins de torture.
En 1747, retour à Rome, via del Corso, face au siège de l'Académie de France (Palais Mancini). Il entreprend Les Vues de Rome, série qui aura une grande influence sur les architectes, peintres, sculpteurs et graveurs français de l'époque. Elle devient, pour eux, un véritable répertoire de formes. Piranèse fait une retranscription de l'Antiquité transmuée par son imagination. Il utilise des cadrages particuliers, fait un gros travail de mise en scène, et exploite des contrastes violents d'ombres et de lumières. Il entreprendra aussi Les Antiquités romaines au temps de la République.
En 1748, après un bref retour à Venise, il installe un atelier à Rome. Il publie Les Antiquités romaines au temps de la République et des premiers empereurs. Il travaille avec Giambattista Nolli au Nouveau Plan de Rome.
De 1749-1750, il publie la première version des Carceri en quatorze planches (sans les numéros II et V), puis en 1750 les Œuvres diverses d'architecture, perspective et grotesque chez Giovanni Bouchard, suivies en 1751 de la série La Magnificence de Rome.
En 1752, il épouse Angela Pasquini et publie la Recueil de diverses vues de Rome. En 1753, il publie les Trophée d'Auguste Ottaviano, puis en 1756 du premier des quatre volumes d'Antiquités romaines. Il devient membre honoraire de La Société des Antiquaires de Londres.
En 1758, naît son fils Francesco. En 1761, il s'installe à l'hôtel Tomati et publie la version finale des Carceri et La Magnificence de l'architecture romaine et est nommé Académicien de Saint-Luc.
En 1762, il publie Lapides capitolini, il campo Marzio, ainsi que Description et Dessin de l'émissaire du Lac d'Albano suivis en 1764 de l'Antiquité d'Albano et de Castel Gandolfo, du Pont Blackfriars, Le Travail d'architecture et Récolte de quelques projets de Guernico puis des Antiquités de Cora. Il restaure, sur l’Aventin, l’église du prieuré de Malte, un de ses rares travaux d'architecte.
En 1765, il publie les Observations sur la lettre de M. Mariette. La série Les Antiquités romaines au temps de la République est rééditée sous le titre Quelques vues d'Arc triomphal.
En 1766, il achève les travaux de restauration de l’église du prieuré de Malte.

## Œuvres

### Les débuts
En 1740, il se fait recruter comme dessinateur dans la suite de l'ambassadeur de Venise qui se rendait à Rome prendre son poste auprès du nouveau pape Benoît XIV. Le palais de Venise, en plein centre de Rome, est donc le premier logement de Piranesi. C'est l'opportunité pour lui de découvrir ses palais, ses églises, ses fontaines baroques et la ville ancienne avec ses vestiges.
Mais se faire une place à Rome en tant qu'architecte natif de Venise n’est pas évident. Il tente sa chance en peignant des vedute qui à l'époque obtenaient généralement un réel succès auprès de nombreux étrangers en visite à Rome : soit des vues d'un monument existant, soit des associations d'éléments réels et imaginaires.
En décidant de se perfectionner dans la gravure auprès de Giuseppe Vasi, architecte sicilien de 10 ans plus âgé que lui, Piranèse va réaliser des progrès fulgurants, entraînant la jalousie de son professeur. « Le jeune artiste commença par étudier la gravure auprès d’un certain Giuseppe Vasi, consciencieux fabricant de vues de Rome, qui trouvait son élève trop bon peintre pour être jamais bon graveur. Avec raison, puisque la gravure, aux mains de Vasi et de tant d’autres honnêtes manufacturiers d’estampes, n’était guère qu’un procédé économique et rapide de reproduction mécanique, pour lequel l’excès de talent était plus dangereux qu’utile. »[source insuffisante].
Il se perfectionne aussi dans l'art de la perspective en copiant les projets de théâtre de Juvara et en étudiant l'ouvrage de Giuseppe Bibiena, édité en 1740, Architetture e prospettive. En 1743, il publie des planches de La prima parte di architetture e prospettive à Rome. On peut déjà discerner dans cette œuvre les traits talentueux de l'artiste : des conceptions architecturales monumentales, une imagination débridée et innovante qui essaie de reconstruire de manière ambitieuse des monuments antiques, une utilisation unique du contraste ombres/lumières pour valoriser les enjeux de ses œuvres. Carcere oscura attire particulièrement l'attention, car cette planche directement inspirée de l'art scénique sera utilisée en 1743 dans le prélude des Les Prisons imaginaires.
Il se rend à Naples pour étudier la peinture notamment celle de Luca Giordano. Lors de sa visite au musée de Portici, où sont préservés les premiers objets issus des fouilles d'Herculanum, son directeur l'aurait incité à pratiquer la gravure des antiquités romaines. Commence alors une période de crise. Il est obligé de retourner à Venise, car il est sans logement au Palais de Venise à Rome. Malgré des protections solides à Rome par d'importantes personnalités, l'absence de revenus ne lui permet pas de continuer à séjourner à Rome.
Ce retour à Venise dure une année. À cette époque, la gravure de vedute dont Luca Carlevarijs avait été au début du siècle le précurseur se développe grâce à d'autres artistes : Marco Ricci, Michele Marieschi, Canaletto, dont Piranesi admirait les eaux-fortes d'une rare simplicité. L'artiste aurait étudié au sein de l'atelier de Tiepolo. Dans Capricci, en 1743, quatre planches ont été gravées par Piranesi dessinant les vestiges de monuments effondrés comme après un cataclysme. Il est possible de discerner des détails des eaux-fortes de Tiepolo : le palmier se dressant au-dessus des ruines, les autels fumants et les ossements en lien avec des rites funéraires non connus, le sablier et la crâne posés sur le sol. Si la grandeur funèbre impressionne, on peut aussi observer une liberté nouvelle de la ligne devenue arabesque et savante qui accueille la lumière et met en valeur les ombres transparentes.
Il a effectué quelques travaux d'architecture et de décoration dans les Palais de Venise, mais il se languit de Rome. Par chance, Giuseppe Wagner, marchand d'estampes à Venise, souhaitait recruter un agent à Rome : l'occasion pour Piranesi d'un aller simple Venise-Rome sans retour. Alors commence une période d'intense activité.

### Du vedutiste à l'architecte archéologue
Dans l'atelier qu'il a loué sur le Corso, il vend le stock de gravures confié par Wagner et il essaie parallèlement de s'imposer comme graveur. Au départ, il contribue modestement au recueil collectif des Varie vedute di Roma.
Dix ans plus tard, il est l'auteur célèbre des Antichità romane en quatre volumes publiés en 1756. Depuis 1748, il fait paraître en planches séparées sa suite la plus importante les Vedute di Roma. La date de la première édition des quatorze planches de la suite des Prisons est incertaine, probablement entre 1745 et 1750.
Ces planches impressionnantes ont dû être réalisées pendant son séjour à Venise ou peu de temps après : entre la Carcere oscura de 1743 et les Prisons, il a en tant que graveur acquis plus de maîtrise et plus d'inventivité. En effet, seuls les graveurs de Venise utilisaient ainsi l'eau-forte en préservant la liberté et la franchise d'accent d'un dessin à la plume.
Bien que l’on retrouve certains détails des Caprices dans les Prisons (étendards et trophées militaires, fumées sortant des vases, lourds anneaux accrochés aux parois de pierres), l'esprit de ces deux suites se révèle assez différent : si les Caprices sont le résultat d'un artiste déployant le meilleur de son talent artistique, les Prisons nous font entrer dans l'univers du visionnaire. Les publications des Antichità romane de' tempi della repubblica en 1748, des Trofei di Ottaviano Augusto en 1753 et les quatre tomes des Antichità romane en 1756 démontrent son double talent de graveur et de technicien de l'architecture antique.
Le 6 juillet 1758, son compatriote et protecteur, le cardinal Carlo Rezzonico, est élu pape sous le nom de Clément XIII. C’est ce pape qui, en 1764, lui commande la restauration de Santa-Maria Aventina, l'église romaine des chevaliers de l’ordre de Saint-Jean de Jérusalem dont il est grand prieur. Piranèse va s’y consacrer avec brio de 1764 à 1766. « Ce fut la seule occasion que cet homme fou d’architecture eut de s’exprimer en vrai marbre et en vraies pierres[source insuffisante]. »
Son premier recueil de vues consacré aux monuments de la ville antique date de 1748. Dans une édition ultérieure, il l'intitulera D'Alcune vedute di archi trionfali. Ces planches sont réalisées dans le même petit format et le même esprit que le recueil collectif Varie vedute de 1745. Après 1754, sa conception change énormément : en préparant les Antichità romane, il étudie la structure des monuments faisant l'inventaire des tombeaux de la Via Appia, visitant les fouilles où de nombreux vestiges sont constamment découverts. De nombreuses lectures, des rencontres avec des érudits et des antiquaires ont contribué à fortement étoffer sa culture. Le vedutiste disparaît au profit de l'architecte archéologue. L'enjeu étant non seulement de représenter ce qui est mais aussi de démontrer ce qui fut. Le format s'agrandit. Tous les effets de la perspective sont utilisés au service de la démonstration dans les Antichità. Il alterne les vues des monuments et les planches techniques (l'architecte s'intéresse aux outils et aux procédés utilisés par les anciens pour réussir de telles réalisations).
Les vedute réalisées entre 1754 et 1765 montrent bien cette évolution : les images contemporaines de la ville sont remplacées par des vues des monuments antiques. En effet, l'archéologue s'est doublé d'un théoricien, ardent polémiste, qui défendra son point de vue dans un essai intitulé Della Magnificenza en 1761.

### Un polémiste virulent
Connu pour son tempérament fougueux, il travaillait d'arrache-pied et ne supportait aucun dérangement. Capable de violentes colères, il est intraitable aussi sur la haute vision qu'il a de la dignité de l'artiste, de sa liberté à l'égard de patrons décevants et du respect qu'exige son travail. En ce milieu du XVIIIe siècle, il propose une nouvelle conception de l'artiste en affirmant son individualisme et son rôle dans la société.
Piranesi critique l'hégémonie de la Grèce et les nombreux ouvrages sur ce sujet. Il défend la théorie de l'origine étrusque de l'art grec soutenant le caractère national et original de l'art romain. Il s'engagera dans de violentes polémiques pour soutenir ses idées. Pendant ces années, toute l'œuvre de Piranesi est réalisée pour la défense de ces théories, la grandeur de la Rome ancienne, les vedute constituant des pièces du dossier.
Dans les ruines de Piranesi, les baladins et les mimes des tréteaux vénitiens reprennent vie. Les critiques du XVIIIe siècle ont vivement critiqué cette mise à l'honneur de personnages aussi peu académiques qui détournaient l'attention du sujet essentiel, pourtant ces êtres humains contrefaits et dansants sont devenus les interprètes des rêves les plus secrets du visionnaire, entraînant un pouvoir poétique de l'image. Son imagination débordante lui a permis de vouloir imposer un nouveau cadre de vie dont tous les éléments feront appel au répertoire antique.

### Dernières années
En 1769, dans Diverse maniere d'adornare i cammini, Piranesi réalise d'étranges cheminées dont le style s'inspire simultanément de l'art étrusque, romain et égyptien. Les statues et les bas reliefs venus d'Égypte pour décorer la Villa Adriana ont servi de base à de telles reconstructions. Le goût de l'entassement et de la surcharge se déploient dans ces planches. Les inventions de Diverse maniere ont servi à diffuser le style néo-classique et ont influencé les décorateurs et les ornemanistes de l'époque napoléonienne.
Parmi les vedute réalisées autour de 1770, la plus importante est celle que composent la suite de la Villa Adriana. Les vestiges du palais et des temples de la villa étaient envahis par la végétation. Sur ces vedute, les racines des arbres font éclater les voûtes du temple, des lianes suggèrent une architecture transparente et illusoire. Avec un constat amer : la victoire de l'éphémère, le temps a détruit la création des hommes, seuls des pans de mur subsistent engloutis sous la végétation. Comme le souligne Marguerite Yourcenar, « l'édifice se suffit ; il est à la fois le drame et le décor du drame, le lieu d'un dialogue entre la volonté humaine encore inscrite dans ces maçonneries énormes, l'inerte énergie minérale, et l'irrévocable Temps ».
Dans les dernières vedute, l'artiste ne met plus au premier plan les monuments, ils se perdent à l'horizon, l'ultime vue du Colisée est une perspective à vol d'oiseau, le gigantesque monument apparaissant comme une ouverture béante d'un cratère éteint.
En 1777, déjà malade, il se rend à Paestum pour étudier des temples grecs dont les proportions sont harmonieuses.
C'est son fils Francesco Piranesi qui terminera ces tableaux de Paestum après sa mort. Selon l'essayiste polonais Gustaw Herling-Grudziński « La vision d'enfermement soudain éclate : entre les colonnes des temples grecs apparaissent des scènes bucoliques sereines… Après la géométrie nocturne des Prisons, l'harmonie claire et libérée d'un monde ouvert… paradoxe du créateur des Prisons devenu conservateur des antiquités romaines ».

## Œuvre

### LesPrisons imaginaires

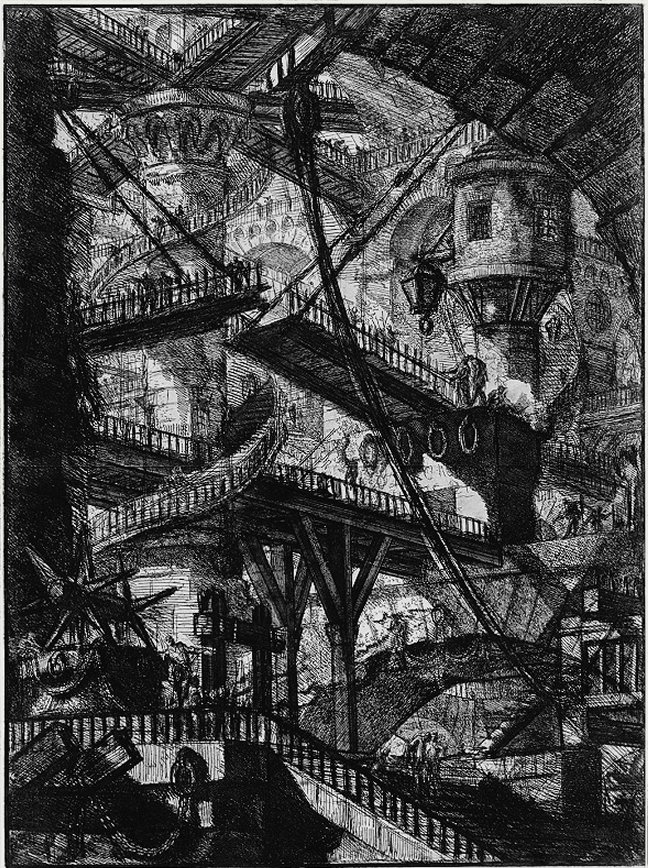
Planche VII des Prisons, dite « Le Pont-levis ».

Il y eut deux versions et trois éditions des carceri d'invenzione, commencées en 1745 :
- En 1750, la première version (dite « premier état ») fut publiée, comportant 14 gravures sans titres ni numéros ; ces versions originales étaient souvent dans un état proche de l'esquisse.
- En 1761, la deuxième version (dite « second état ») fut publiée, comportant 16 gravures sans titres mais numérotées de I à XVI ; les planches II et V étaient nouvelles, les autres retravaillées, présentant un état plus fini. Les planches I à IX sont d'un format vertical (portrait) et les X à XVI d'un format horizontal (paysage).
- Vers 1780, une réédition posthume fut publiée, mieux imprimée.

Ces planches ont acquis des titres conventionnels :
- I - « Frontispice » (frontispice de la 1re édition)
- II - « L'Homme au supplice » (frontispice de la 2e édition)
- III - « La Tour ronde »
- IV - « La Grande galerie »
- V - « Les Reliefs de lions » (ajout de la 2e édition)
- VI - « Le Brasier fumant »
- VII - « Le Pont-levis »
- VIII - « L'Escalier aux trophées »
- IX - « La Roue géante »
- X - « La Plate-forme aux prisonniers »
- XI - « L'Arche aux gradins » ou « L'Arche à parure de coquillage »
- XII - Le Chevalet »
- XIII - « Le Puits »
- XIV - « L'Arche gothique »
- XV - « Le Pilier au réverbère »
- XVI - « Le Pilier aux chaînes »

Dans ce monde fermé et nocturne, on peut distinguer des voûtes aux proportions monumentales, des ouvertures remplies de barreaux, des escaliers en spirale, des passerelles suspendues ne menant nulle part, des gibets et des roues immenses, des cordages accrochés à des poulies évoquant d'étranges tortures. Le choix de la prison comme thème n'est pas nouveau. Ainsi, il était fréquemment abordé dans le décor de théâtre. Mais ce qui est essentiel ici, c'est bien ce qui reste invisible : l'impression planche après planche d'une remarquable et immense hantise due à la répétition, la révélation du pouvoir de l'artiste qui réussit à imposer la réalité de ce monde concentrationnaire avec des lois inconnues, la confirmation que cette œuvre est bien le résultat d'une aventure spirituelle profondément vécue, aux limites du conscient et de l'inconscient.
Comme le précise Marguerite Yourcenar en analysant la seconde édition des Prisons qui est largement plus sombre que la première, c'est un « monde factice, et pourtant sinistrement réel, claustrophobique, et pourtant mégalomane (qui) n’est pas sans nous rappeler celui où l’humanité moderne s’enferme chaque jour davantage... ». Elle ajoute : « La véritable horreur des Carceri est moins dans quelque mystérieuse scènes de tourment que dans l’indifférence de ces fourmis humaines errant dans d’immenses espaces, et dont les divers groupes ne semblent presque jamais communiquer entre eux, ou même s’apercevoir de leur respective présence, encore bien moins remarquer que dans un recoin obscur on supplicie un condamné. »
Ces prisons ne constituent pas une rupture dans l'œuvre globale de Piranesi : en effet, il est tentant d'opposer les vues réalistes des vedute à l'imaginaire des prisons. Pourtant, ces vedute sont la base des inventions des prisons à travers les méditations sur les monuments antiques et leurs reconstructions. Ainsi, certaines vues peuvent être assimilées à des œuvres de visionnaires comme la Villa Adriana ou le Colisée. Les petites figures mouvementées des Prisons permettaient de mettre en relief les rythmes de la composition opposant aux parois verticales des murailles les courbes des voûtes et les spirales montantes des escaliers. Si les êtres humains dessinés par Piranesi font écho aux créations de certains maniéristes du XVIie siècle, d'un Callot, Rosa, Magnasco, ils sont inspirés aussi par les spectacles de la commedia dell'arte.
Dès 1761, Piranesi éprouve un intérêt pour les procédés utilisés par les Romains pour la conservation et la canalisation des eaux.
Ces éléments souterrains lui paraissent autant dignes d'intérêt que les monuments en surface : immenses citernes glauques où ont lieu d'étranges mutations, escaliers sans issue dont les dernières marches sont envahies par les eaux, voûtes obscures supportées par des piliers couverts de mousse ou des colonnes émergées, soupiraux grillagés laissant filtrer des lueurs. C'est un retour à l'espace clos et étouffant des prisons. Au monde de pierre et de silence des prisons, répond ce monde souterrain des eaux avec son bruissement et ses écoulements dans les canalisations profondes se répercutant dans les galeries.

### Technique de l'artiste
L'artiste ne s'appuie pas sur un dessin pour une analyse détaillée. Ces dessins sont surtout des esquisses à grands traits des mises en place du sujet sans recherche de l'effet qui lui sera obtenu par l'eau-forte. « Si mon dessin était fini, ma planche ne deviendrait plus qu'une copie ; lorsqu'au contraire, je crée l'effet sur le cuivre, j'en fais un original. » Il avait le don de saisir un motif dans sa totalité et avec un parfait talent de le réduire à l'essentiel. Il ne pouvait réaliser une planche qu'après avoir ressenti devant le motif ces impressions profondes. Les effets puissants de ces planches ne sont obtenus qu'après avoir observé de près, de loin et à toutes les heures sur nature les éléments architecturaux. À l'aide de sa mémoire et de ces esquisses, il pouvait alors commencer le travail de sa gravure. Il recouvre la planche d'abord de vernis dur puis, avec un pinceau, il place les lumières avec du vernis comme on touche un dessin avec du blanc. Il met ensuite l'eau-forte n'hésitant pas à revenir des dizaines de fois sur certaines planches. Il exploitait au maximum les morsures.
Progressivement, il va affirmer son désir de renforcer les effets, peut-être influencé par Rembrandt : ainsi, pour la seconde édition des prisons, il surcharge les parties claires d'éléments nouveaux et multiplie ses tailles pour obtenir des noirs plus profonds. Idem dans les Vedute : si les premières vues sont lumineuses, il intensifie plus tard les contrastes entre les ombres et les lumières. Paradoxalement, Piranesi ne s'aventure pas en dehors de Rome ou de sa campagne environnante hormis les sites étrusques et d'Herculanum alors qu'à l'époque les voyages étaient nombreux. Si sa connaissance visuelle du monde est limitée, son talent imaginatif lui a permis de s'affranchir des limites spatiales et temporelles.
Les plus anciennes Vedute di Roma présentent la ville contemporaine telle qu'elle était découverte par le touriste du XVIIIe siècle. À première vue, ces Vedute ne dérogent pas au style traditionnel : mise en page habituelle, présentation en oblique des monuments pour une représentation en entier, vues plongeantes des places. Le talent de Piranesi est d'imposer de nouvelles proportions. Ainsi les personnages réduits souvent à de petites figurines contrastent avec l'immensité des façades et l'élévation des intérieurs : des pygmées résident dans une ville prévue pour des géants.
Mort à 58 ans, il a dit à un de ses élèves : « J'ai besoin de produire de grandes idées et je crois que si l'on m'ordonnait les plans d'un nouvel univers, j'aurais la folie d'entreprendre ».

## Dans les collections publiques
- Nemours, Château-Musée : 
  - Le Portique d'Octavie et le Temple de Junon, n. d., Modèle:Eau-forte, feuille : 38,5 × 27,8 cm[5].
  - Doubles gravures : Vue de Rome, Partie du forum de Trajan ; Le portique d'Octavie et le temple de Junon, n. d., eau-forte, 58,5 × 43,5 cm[6].

## Galerie

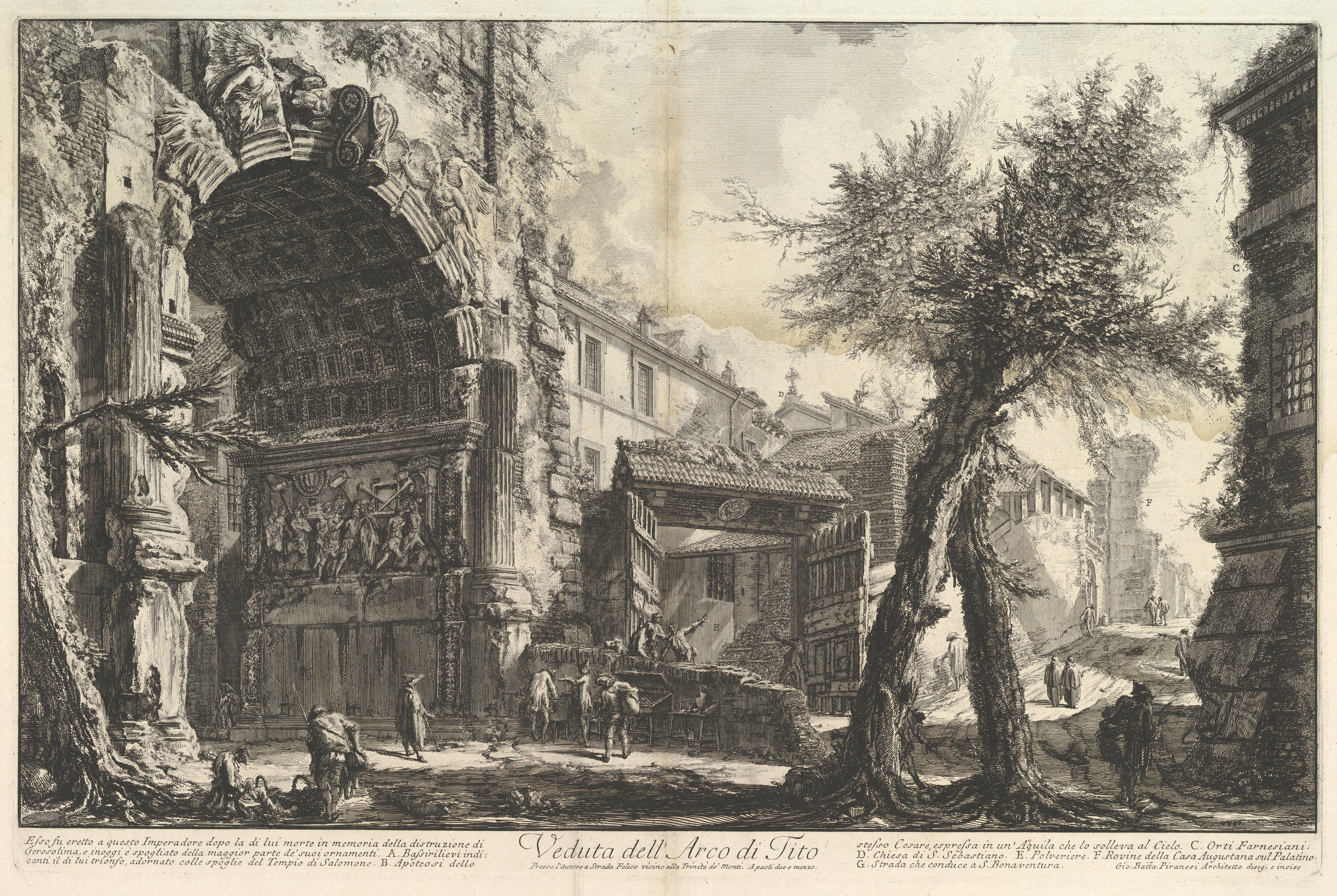
Arc de Titus (1748).
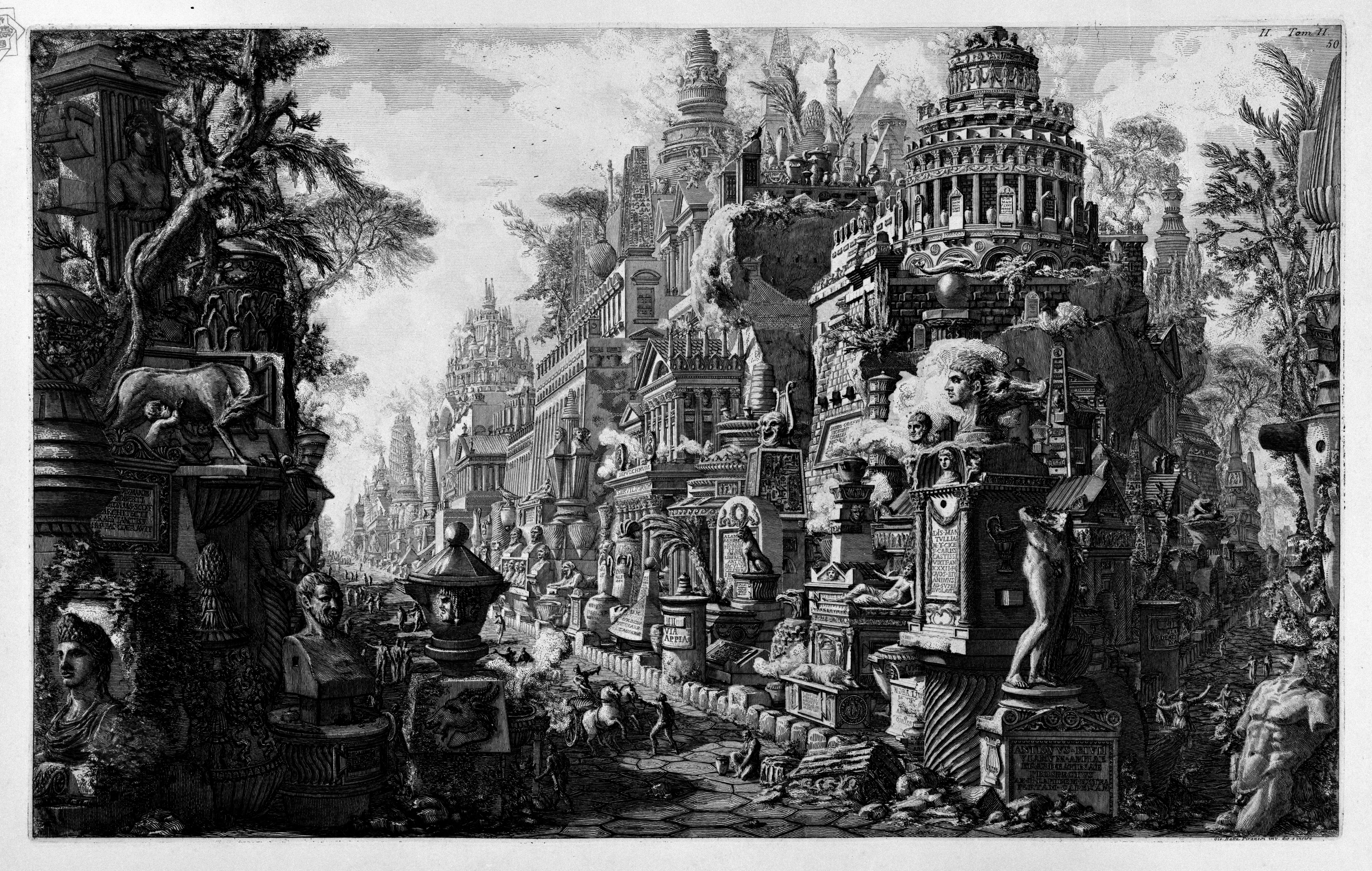
Via Appia - frontispice du tome 2 (Le antichità Romane) (1756).
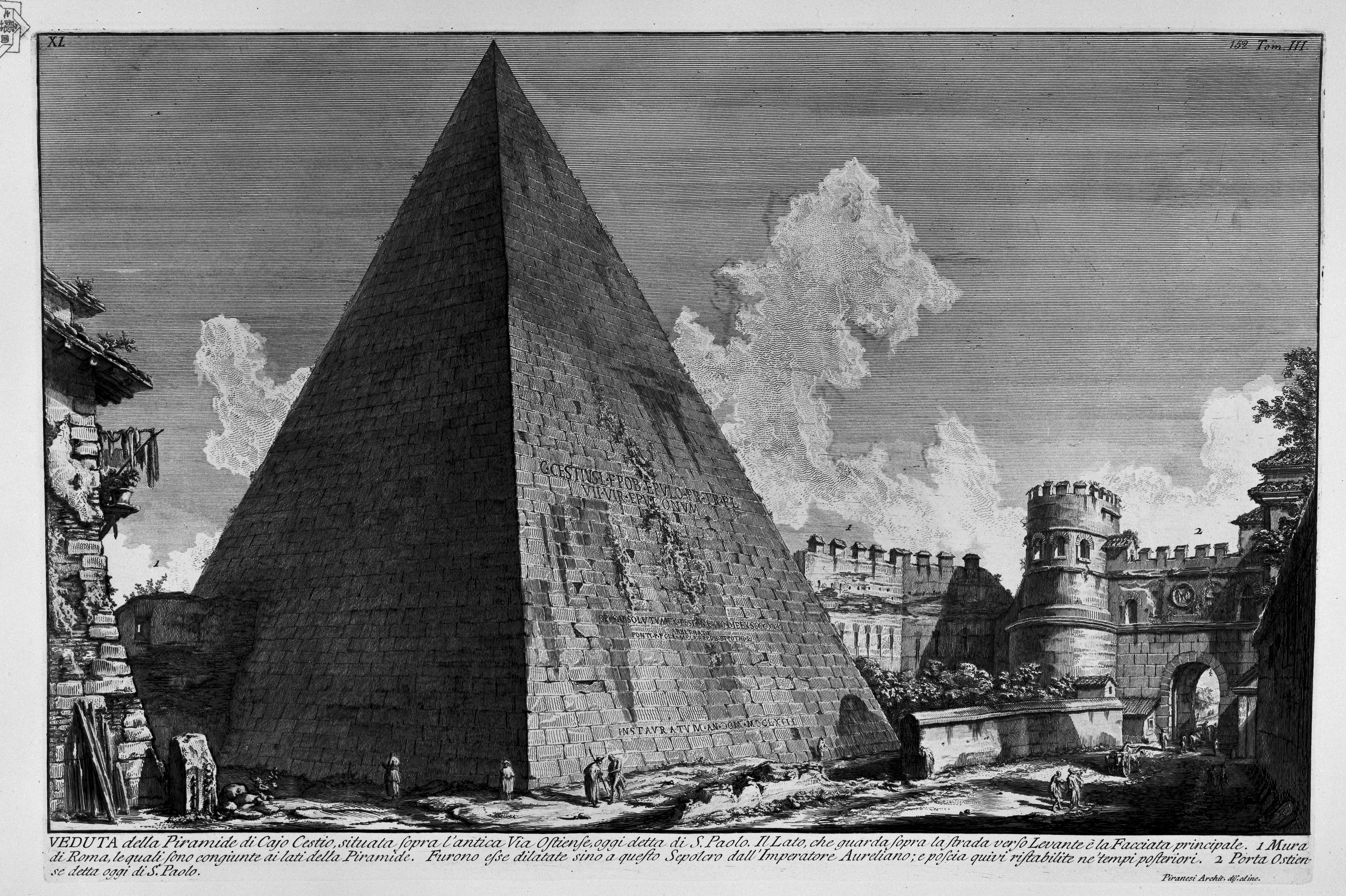
Pyramid of Caius Cestius (Le antichità Romane) (1756).
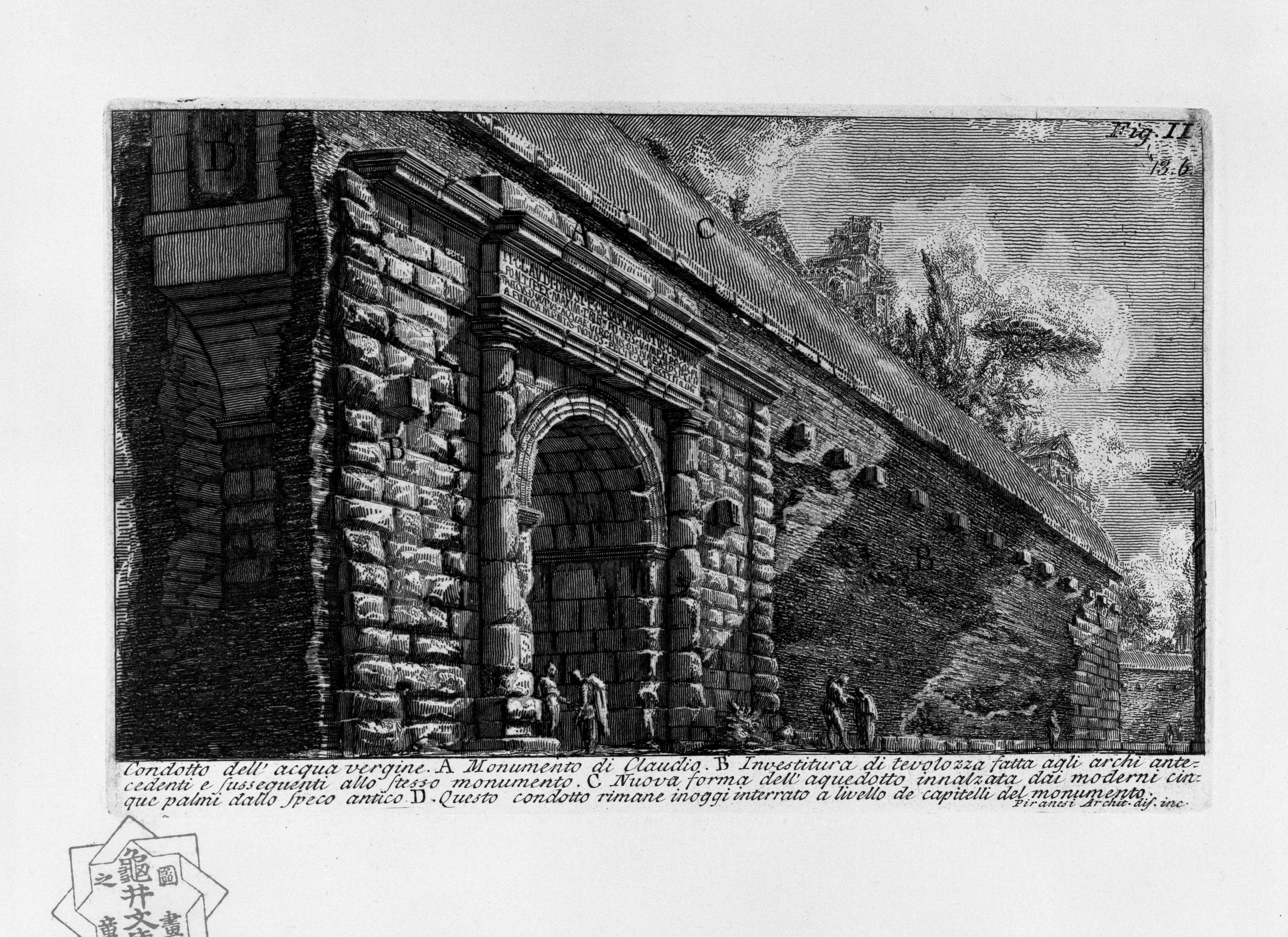
Condotto dell'acqua vergine (Le antichità Romane) (1756).
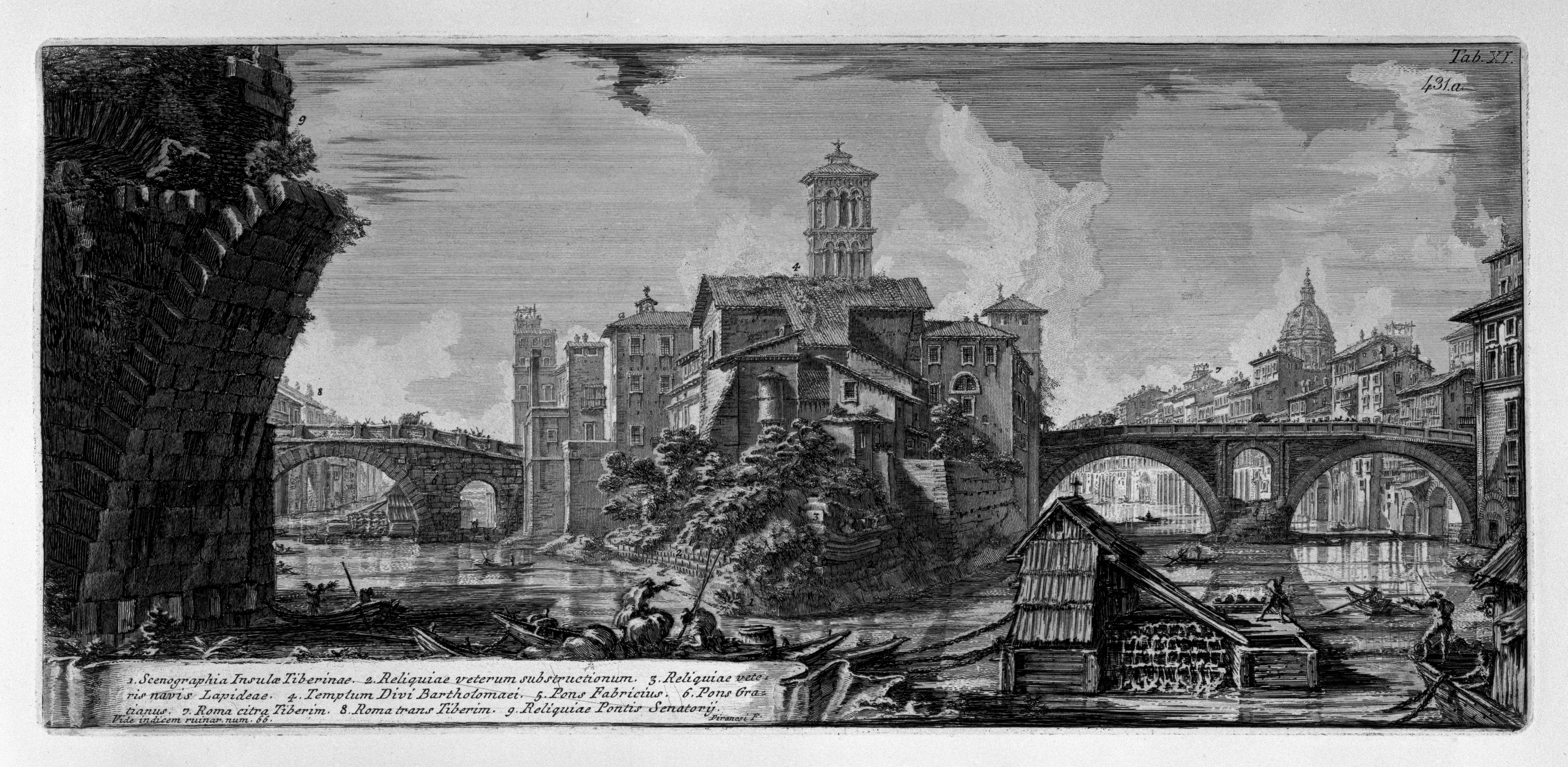
Campus Martius (Le antichità Romane) (1756).
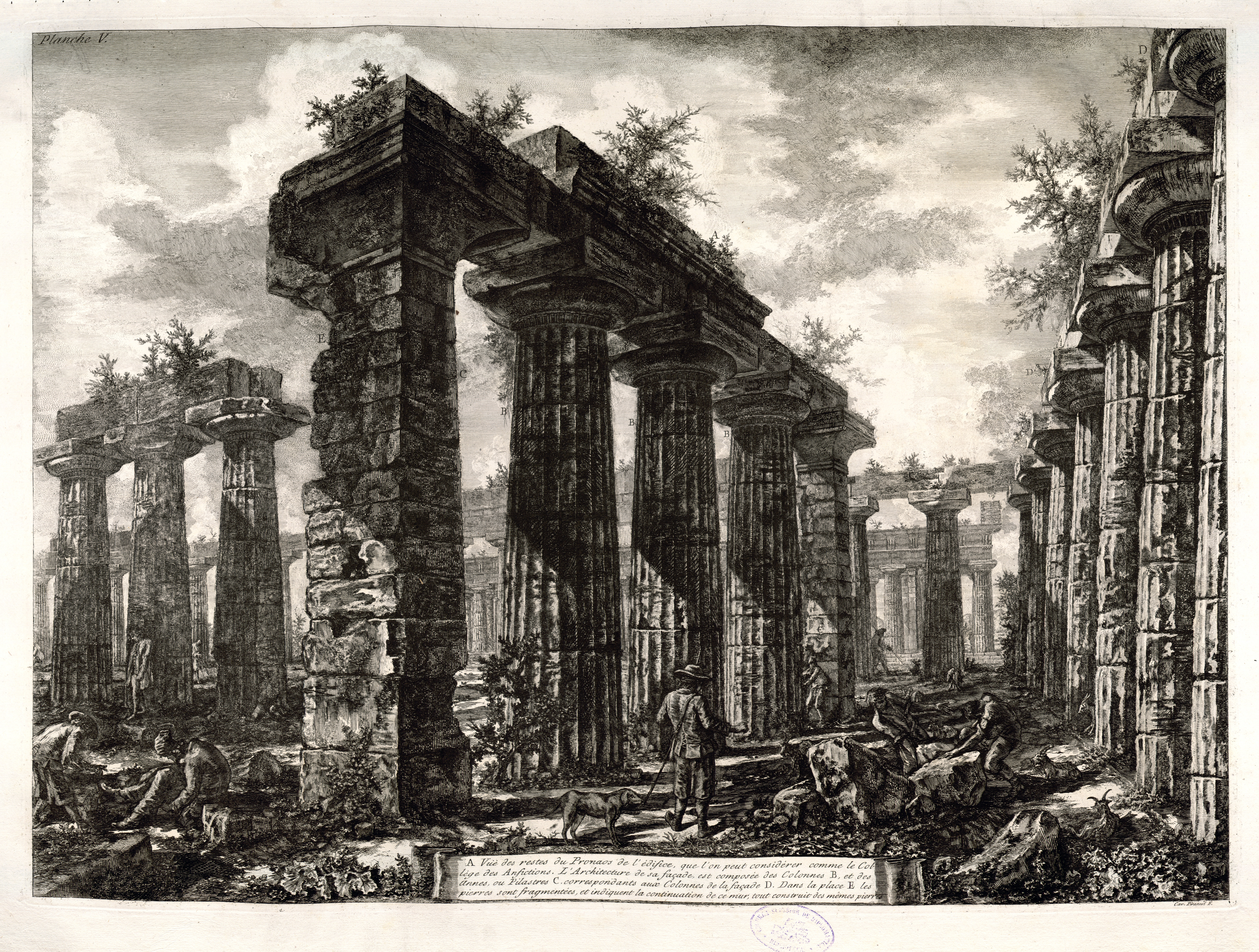
Paestum planche V (1778).
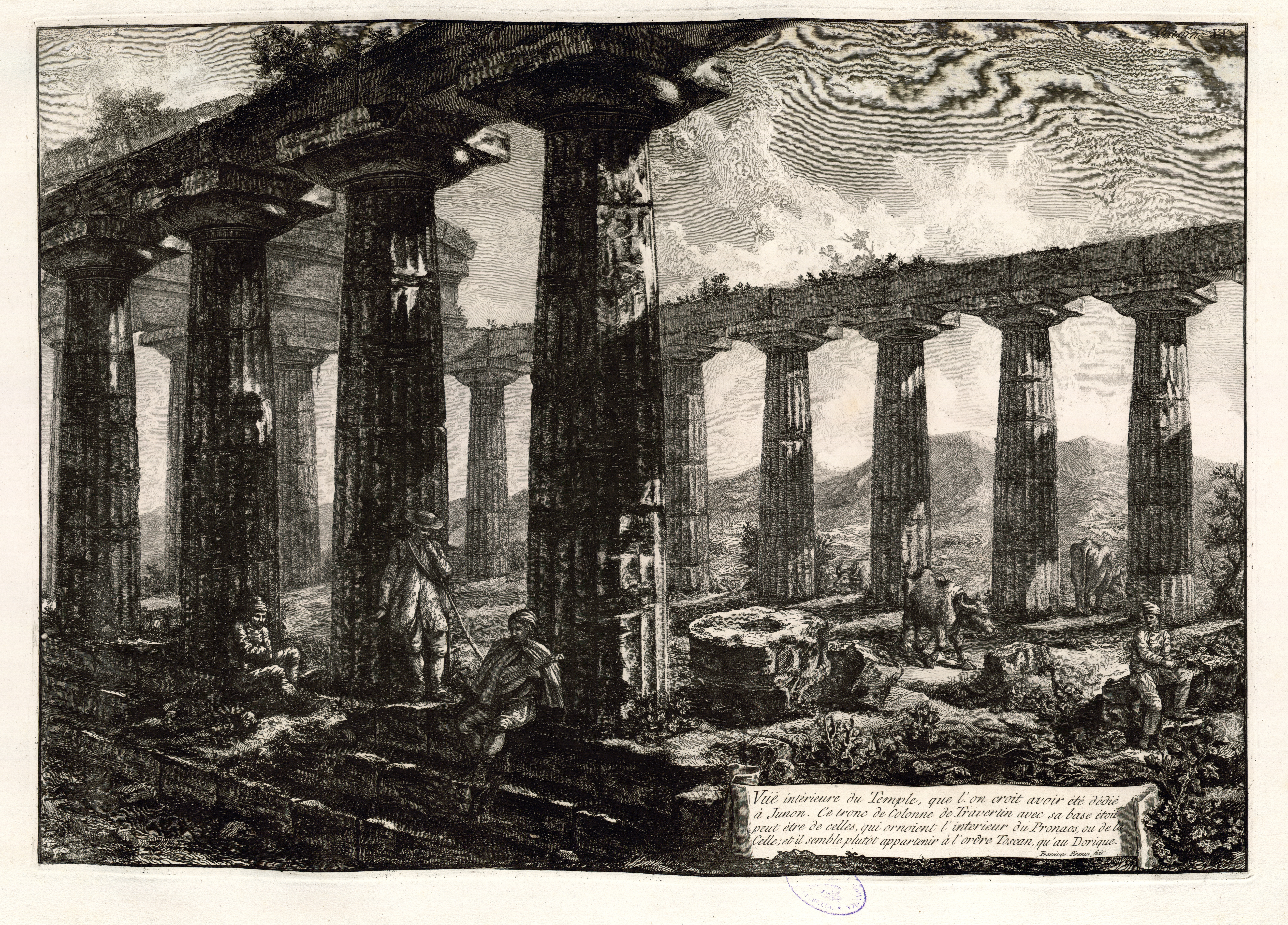
Paestum, planche XX (1778).
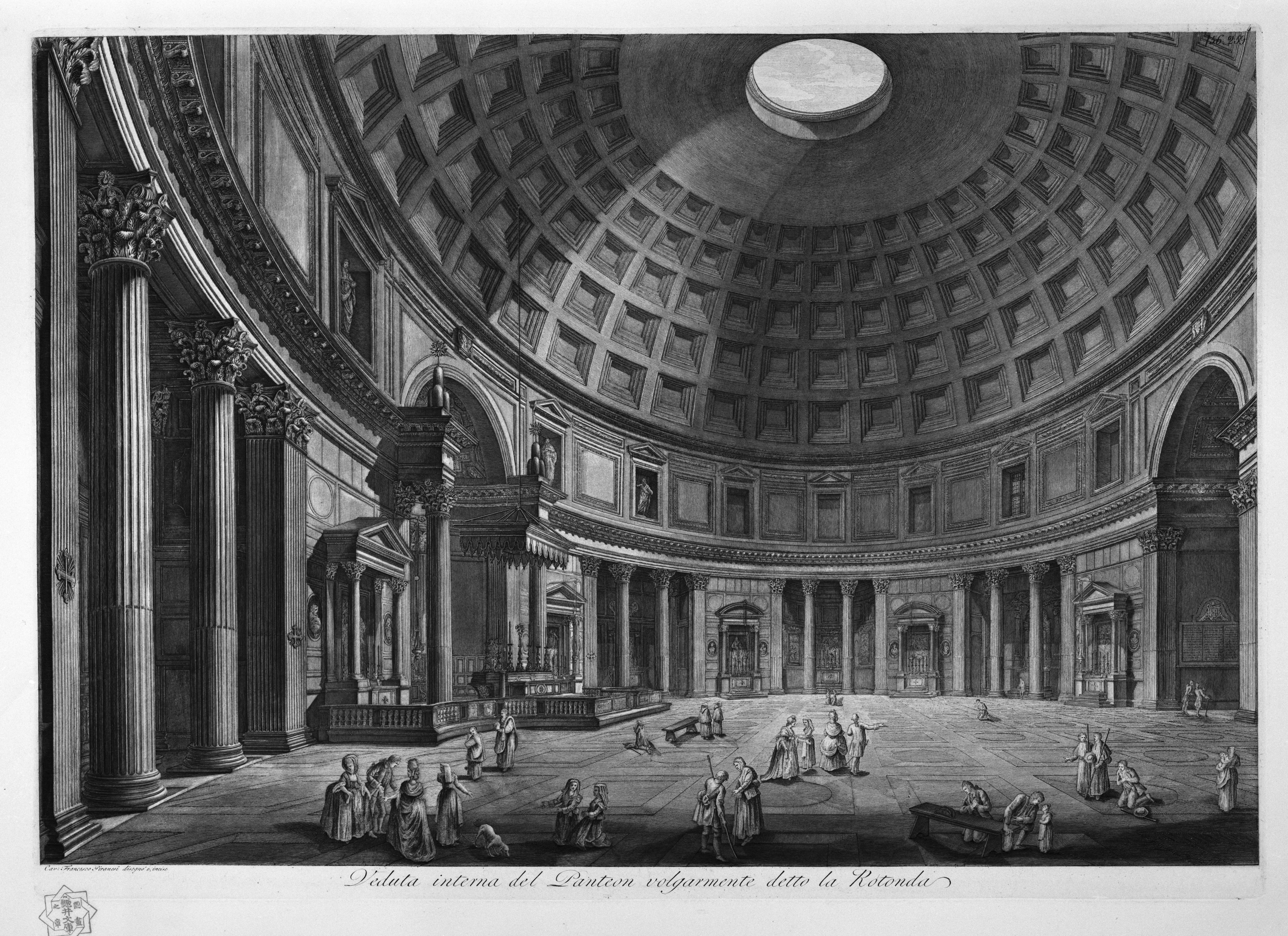
Veduta interna del Panteon (Vedute di Roma).
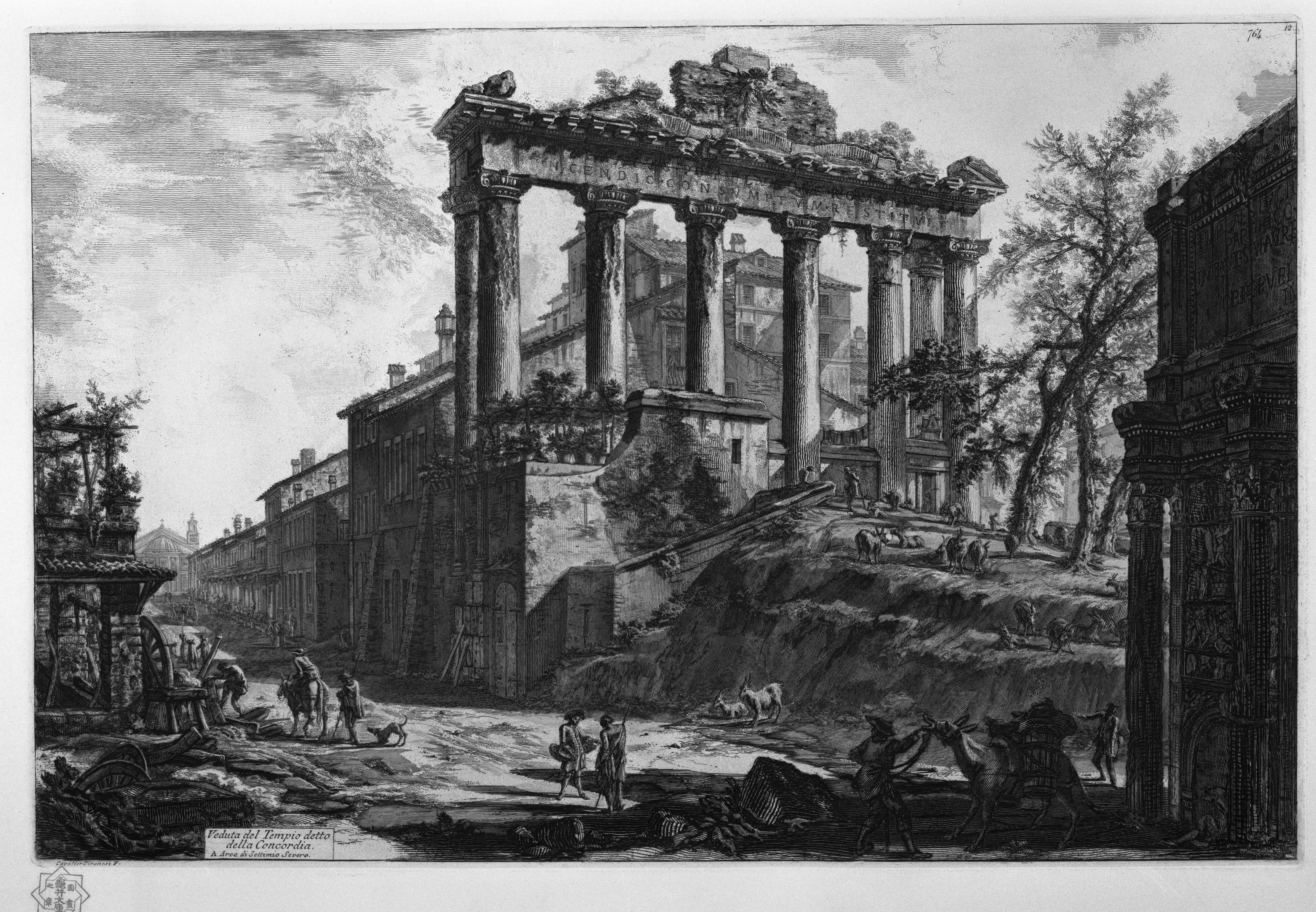
Veduta del Tempio di Saturno (Vedute di Roma).
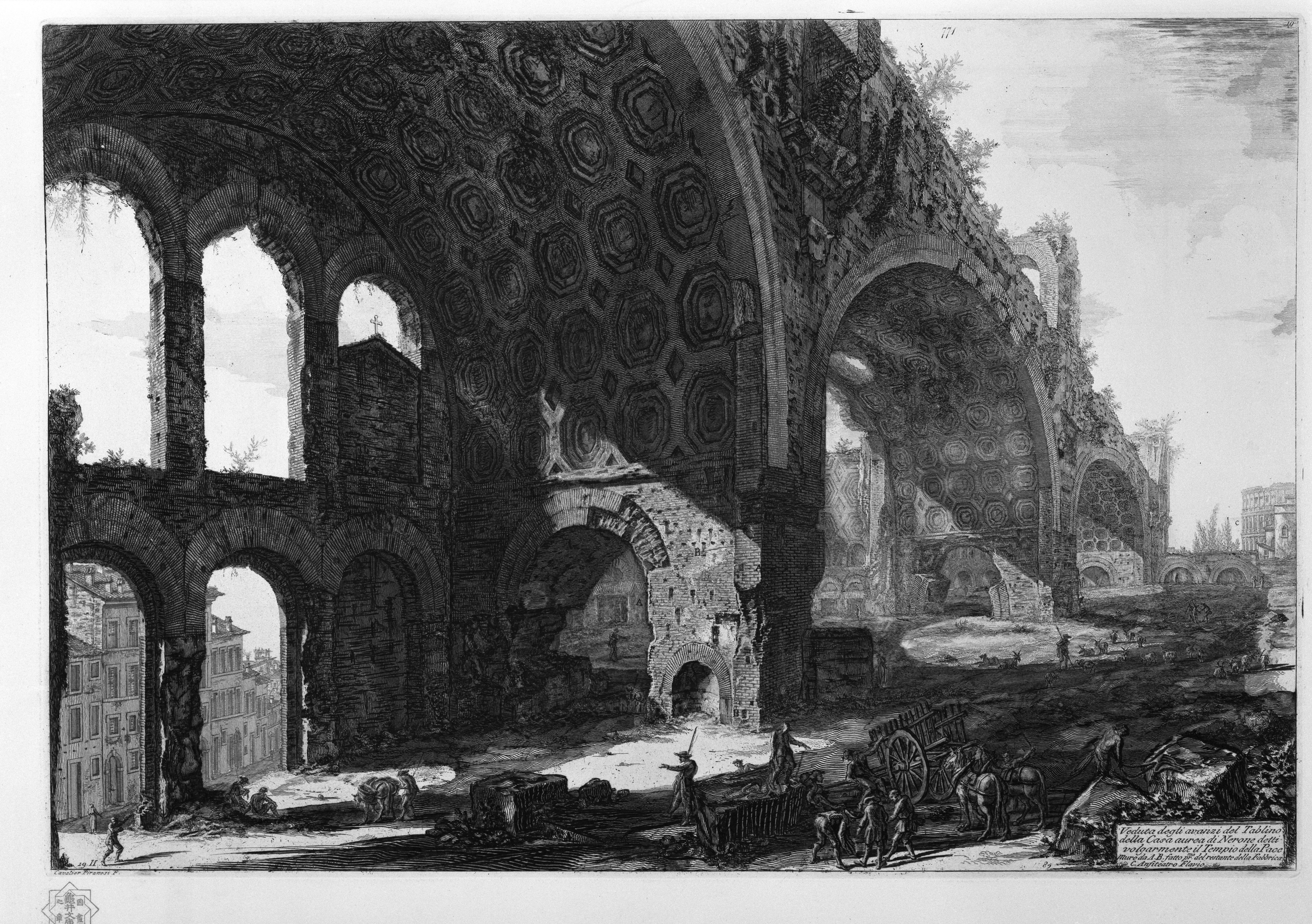
Veduta degli avanzi del Tablino della Casa aurea(Vedute di Roma).
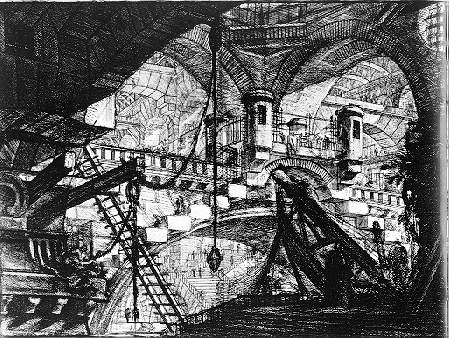
Planche XI des Prisons, dite L'Arche aux gradins (Carceri d'invenzione) (1761).
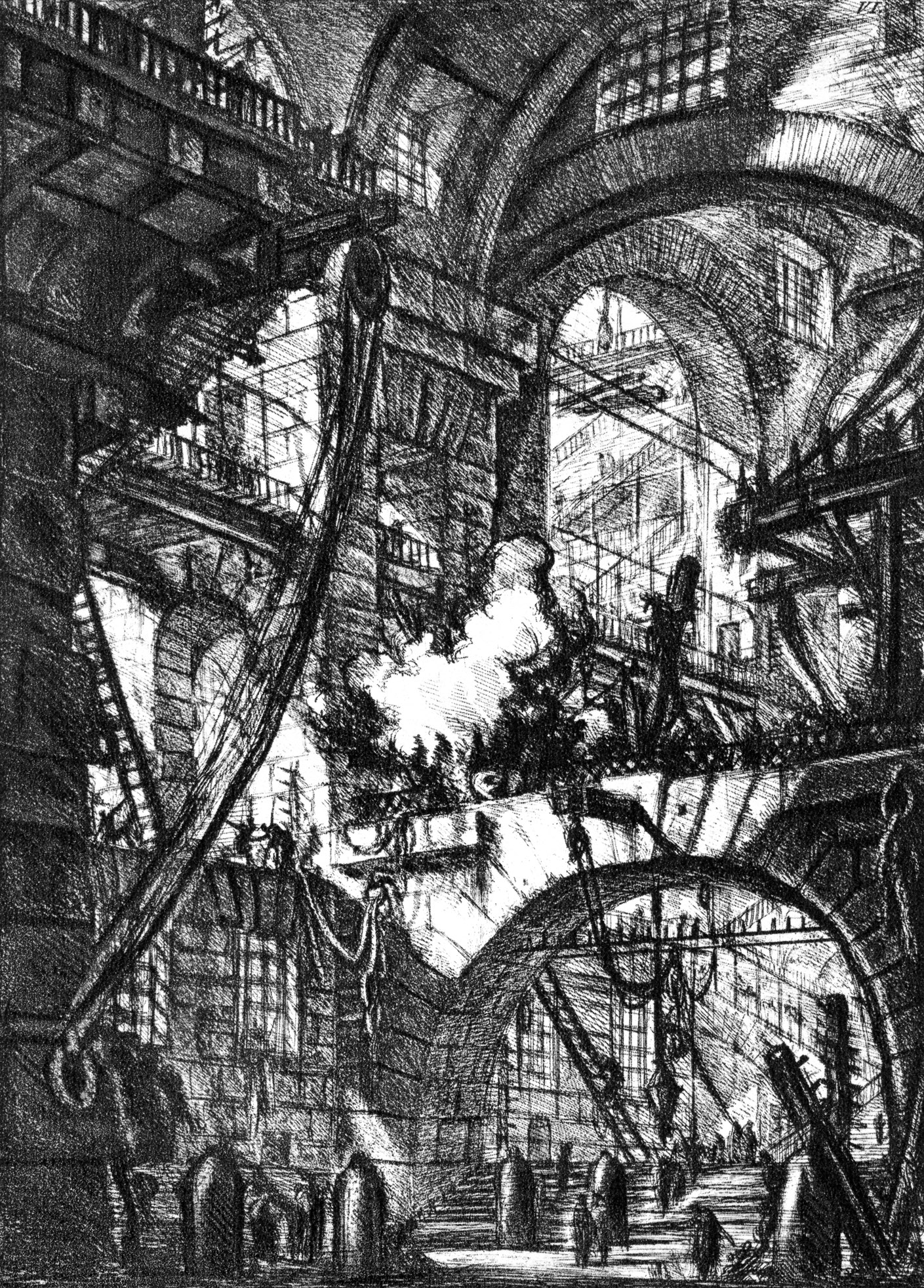
Gravure sans titre (dite Le Brasier fumant), planche VI (Carceri d'invenzione) (1761).
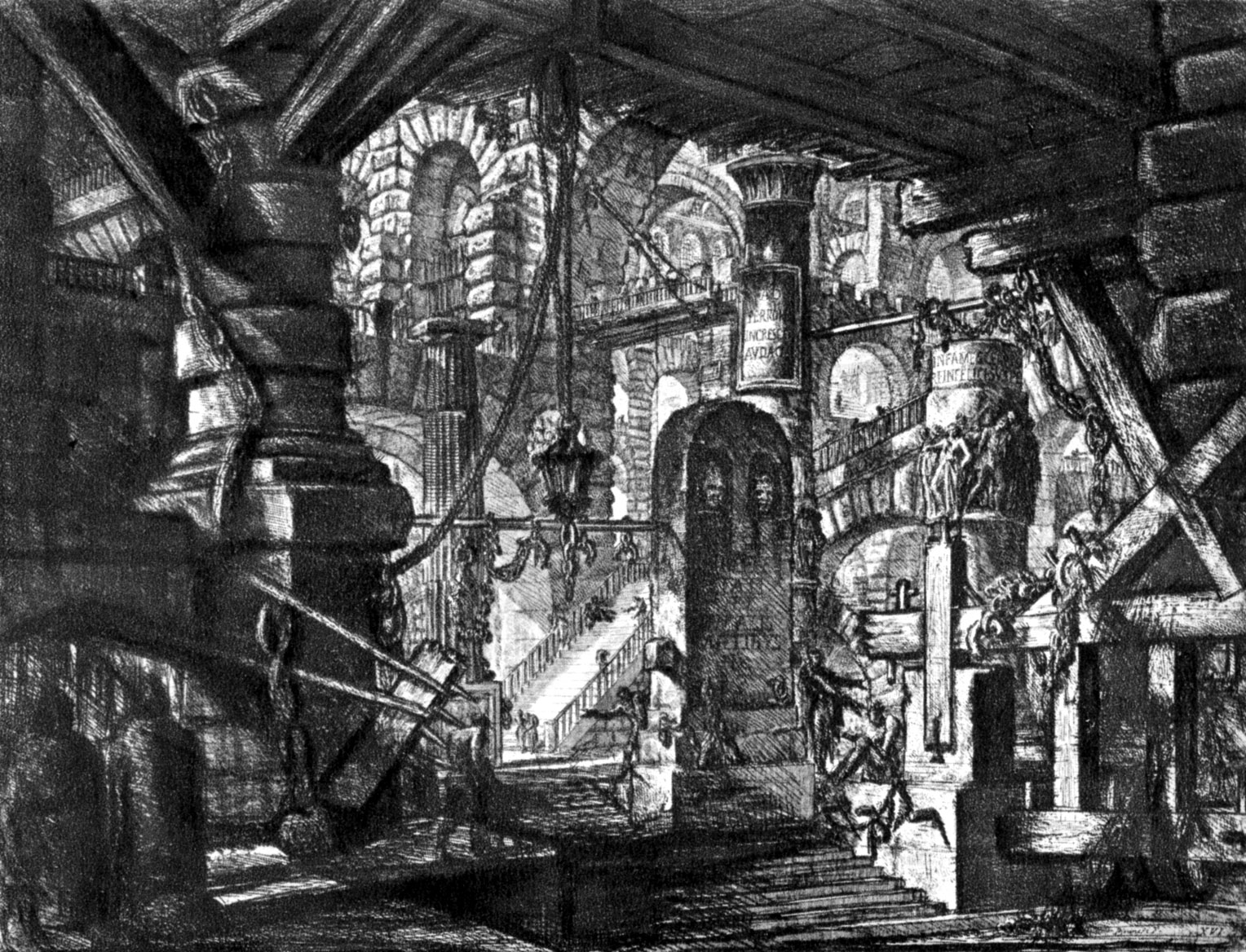
Gravure sans titre (dite Le Pilier aux chaînes), planche XVI (Carceri d'invenzione) (1761).
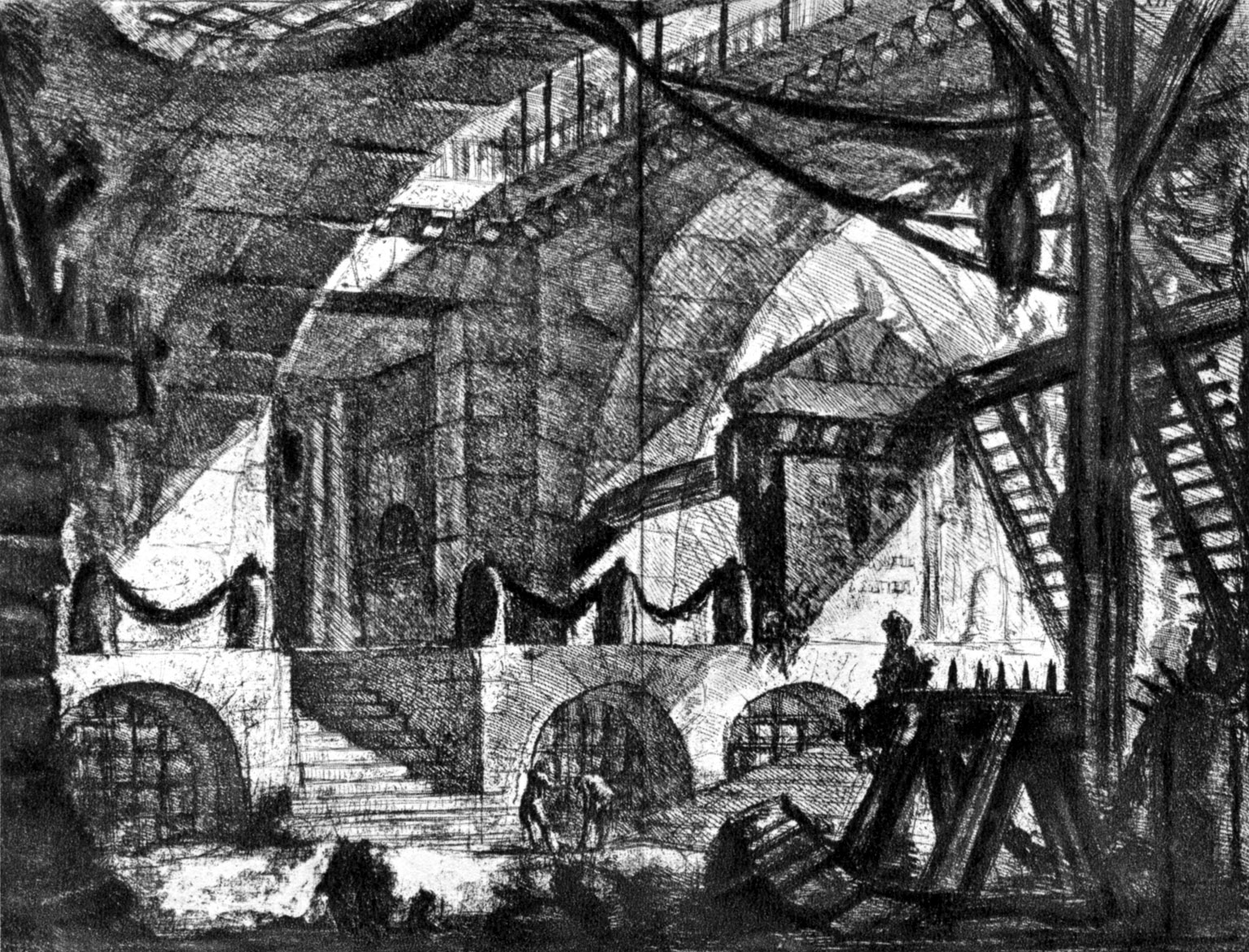
Gravure sans titre (dite Le Chevalet), planche XII (Carceri d'invenzione) (1761).

## Influence dans la culture populaire
- L'album de bande dessinée La Tour de François Schuiten et Benoît Peeters est une citation graphique directe de l'œuvre de Piranèse.[réf. nécessaire]
- Dans l'album de bande dessinée On m'appelle l'avalanche de Francis Masse, le chapitre 4 s'intitule « Où je découvre l'électrocinèse ainsi que Piranèse ».
- Umberto Eco s'en inspire pour composer les escaliers de la bibliothèque infernale dans son roman, Le Nom de la rose[7].
- Marguerite Yourcenar cite les gravures de Piranèse comme source d'inspiration pour la rédaction de Mémoires d'Hadrien.[réf. nécessaire]
- Michel Moskovtchenko présente sa suite de gravures Les carrières de Lacoste comme un Hommage à Piranèse.[réf. nécessaire]
- Dans les deux premiers tomes de la série de bande dessinée Balade au bout du monde, Makyo et Vicomte mettent en scène les prisonniers d'une prison piranèsienne.[réf. nécessaire]
- Marguerite Yourcenar a préfacé une édition des Prisons imaginaires, avec un texte publié ensuite de manière autonome sous le titre « Le cerveau noir de Piranèse » (expression de Victor Hugo), dans la série d’essais intitulée Sous bénéfice d'inventaire.[réf. nécessaire]
- Eiichiro Oda, auteur du manga à succès One Piece, fait implicitement référence aux Prisons imaginaires dans les tomes 54 à 56 à travers Impel Down, prison du gouvernement mondial.[réf. nécessaire]
- Le second roman de Susanna Clarke a pour titre Piranèse (en). Outre la référence aux immenses architectures labyrinthiques qui sont au centre du livre, Piranèse est le nom sous lequel on connaît le narrateur[8].
- Les Prisons imaginaires ont été la source d'inspiration principale pour dessiner la forteresse de Dol Guldur lors de la production du Hobbit, adaptation cinématographique par Peter Jackson, de l'œuvre de J.R.R Tolkien.[réf. nécessaire]